# Liste des maires de Pontchâteau
La liste des maires de Pontchâteau présente la liste des maires de la commune française de Pontchâteau, située dans le département de la Loire-Atlantique en région Pays de la Loire.

## L'hôtel de ville

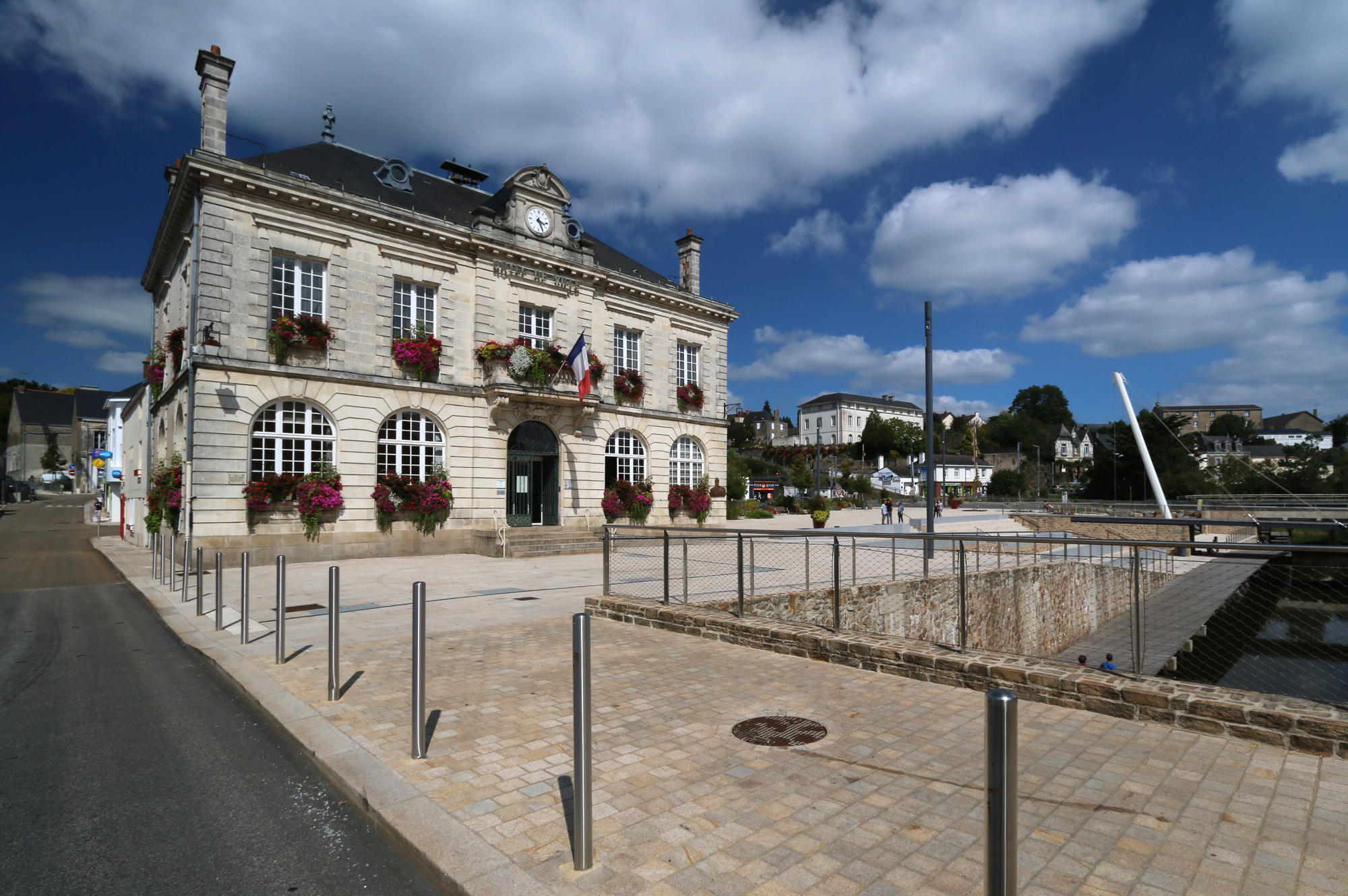
L'hôtel de ville en 2014.

## Liste des maires

### Entre 1790 et 1945
| Période     | Période     | Identité                               | Étiquette    | Qualité                                                                                               |
| ----------- | ----------- | -------------------------------------- | ------------ | --- |
| 1790        | non précisé | Jean-Baptiste Pellé de Quéral          |              | , |
| non précisé | non précisé | Joseph Huet                            |              | , |
| non précisé | non précisé | Maurice Halgand de la Morandais        |              | , |
| non précisé | non précisé | Simon Cousin                           |              | , |
| 1793        | 1794        | Alexandre Dobbé                        |              | , |
| 1794        | 1800        | Municipalité inexistante               |              | , |
| 1800        | 1816        | Charles-Maris Lescot                   |              | , |
| 1816        | 1821        | Jean Blanchard                         |              | , |
| 1821        | 1825        | Charles-Marie Lescot                   |              | , |
| 1825        | 1831        | Frédéric Dufresne de Thimard           |              | , |
| 1831        | 1833        | Municipalité sans maire                |              | , |
| 1833        | 1834        | Jacques Yves Bernard Chiron du Brossay |              | , |
| 1834        | 1837        | Julien Pichon                          |              | , |
| 1837        | 1848        | Auguste Lebeau                         |              | , |
| 1848        | 1852        | Frédéric Dufresne de Thimard           |              | , |
| 1852        | 1854        | François Faucheux                      |              | , |
| 1854        | 1866        | René Sarzaud                           |              | , |
| 1866        | 1878        | Alphonse Pichon                        | Droite       | Avocat Conseiller général de Pontchâteau (1855 → 1884)                                                |
| 1878        | 1881        | Victor Cossonné                        |              | |
| 1881        | 1882        | Charles Dondel du Faouëdic             |              | Propriétaire                                                                                          |
| 1882        | 1884        | Alphonse Pichon                        | Droite       | Avocat Conseiller général de Pontchâteau (1855 → 1884) Décédé en fonction                             |
| 1884        | 1892        | Charles Dondel du Faouëdic             | Monarchiste  | Propriétaire Conseiller général de Pontchâteau (1885 → 1900)                                          |
| 1892        | 1908        | Henri Pahier                           |              | Notaire                                                                                               |
| 1908        | 1911        | Anatole Sarzaud                        |              | Sellier bourrelier                                                                                    |
| 1911        | 1945        | Joseph de Marcé des Louppes            | Conservateur | Exploitant agricole, propriétaire du château de Casso Conseiller général de Pontchâteau (1930 → 1940) |

### Depuis 1945
Depuis l'après-guerre, cinq maires se sont succédé à la tête de la commune.
| Période         | Période                       | Identité        | Étiquette      | Qualité |
| --------------- | ----------------------------- | --------------- | -------------- | --- |
| mai 1945        | 13 décembre 1973              | Maurice Sambron | RI             | Industriel Sénateur de la Loire-Atlantique (1965 → 1973) Conseiller général de Pontchâteau (1951 → 1973) Décédé en fonction |
| 19 janvier 1974 | mars 1989                     | Yves Mesnier    | DVD puis RPR   | Cadre des assurances Conseiller général de Pontchâteau (1973 → 1994) Député suppléant d'Olivier Guichard (1981 → 1986 et 1988 → 1993) |
| mars 1989       | 23 décembre 2002              | Dominique David | DVD (RPR app.) | Pharmacien Conseiller général de Pontchâteau (1994 → 2002) Décédé en fonction |
| janvier 2003    | 4 avril 2014                  | Bernard Clouet  | DVD            | Informaticien Conseiller général de Pontchâteau (2003 → 2015) Président de la CC du Pays de Pont-Château Saint-Gildas-des-Bois (2008 → 2014) Député suppléant de Christophe Priou (2007 → 2017)                                                             |
| 4 avril 2014    | En cours (au 9 novembre 2022) | Danielle Cornet | DVG            | Chargée d'études marketing Conseillère départementale de Pontchâteau (2015 → ) 11e vice-présidente du conseil départemental (2021 → ) 1re vice-présidente de la CC du Pays de Pont-Château Saint-Gildas-des-Bois (2014 → ) Réélue pour le mandat 2020-2026, |

## Biographies des maires
| Danielle Cornet | 15 mai 1963      |               | —                | —             |  |  |  |  |
| Chargée d'études marketing de profession, elle remporte le second tour des élections municipales de 2014 avec 53,66 % des suffrages face au maire sortant Bernard Clouet, faisant ainsi basculer la commune à gauche pour la première fois. Le 4 avril 2014, elle est officiellement désignée maire par le conseil municipal et le 24 avril 2014, elle devient première vice-présidente de la communauté de communes du Pays de Pont-Château - Saint-Gildas-des-Bois. L'année suivante, elle est élue conseillère départementale du canton de Pontchâteau, en binôme avec le maire de Plessé Bernard Lebeau. Réélue maire en 2020, à la tête de la seule liste en lice, et conseillère départementale en 2021, toujours avec Bernard Lebeau, elle devient 11e vice-présidente du conseil départemental, chargée de la jeunesse et de la citoyenneté, de l'égalité, de l'éducation populaire et des enjeux bretons.                       |                  |               |                  |               |  |  |  |  |
| |                  |               |                  |               |  |  |  |  |
| Bernard Clouet | 4 septembre 1956 |               | —                | —             |  |  |  |  |
| Consultant informatique, il est élu maire en janvier 2003 à la suite du décès de Dominique David, dont il était l'adjoint aux finances. Quelques jours plus tard, il devient conseiller général de Pontchâteau – siège que détenait le premier édile décédé – au second tour de l'élection cantonale partielle. Réélu en 2008 dans une triangulaire face à son ancien premier adjoint Georges Sourget et la liste d'union de la gauche conduite par Gabriel Chauviré, il accède à la présidence de la communauté de communes. À nouveau candidat en 2014, il est cependant battu par la liste divers gauche dirigée par Danielle Cornet. Sous les XIIIe et XIVe législatures, il est par ailleurs le suppléant du député UMP Christophe Priou. |                  |               |                  |               |  |  |  |  |
| Dominique David | 28 avril 1949    | Saint-Nazaire | 23 décembre 2002 | Saint-Nazaire |  |  |  |  |
| Pharmacien, il est élu maire de la commune en mars 1989. Cinq ans plus tard, il fait son entrée au conseil général et remplace Yves Mesnier, son prédécesseur à l'hôtel de ville. Reconduit dans ses fonctions en juin 1995 et mars 2001, il meurt d'un cancer fin 2002. Aujourd'hui, une place porte son nom. |                  |               |                  |               |  |  |  |  |
| Yves Mesnier | 19 décembre 1934 | Nantes        | 24 juin 2004     | Nantes        |  |  |  |  |
| Cadre des assurances, il est élu le 19 janvier 1974 par le conseil municipal, à la suite du décès de Maurice Sambron. Il devient par ailleurs conseiller général après un scrutin cantonal partiel qu'il remporte dès le premier tour puis conseiller régional quatre ans plus tard. Réélu en 1977 et 1983, il n'est pas candidat à un nouveau mandat en 1989. Il siège sur les bancs de l'hémicycle départemental jusqu'en 1994, année où il prend sa retraite politique. De 1981 à 1986 et de 1988 à 1993 (VIIe et IXe législatures), il est aussi suppléant du député gaulliste Olivier Guichard. Depuis 2020, une esplanade est nommée en son honneur. |                  |               |                  |               |  |  |  |  |
| Maurice Sambron | 22 juillet 1898  | Pontchâteau   | 13 décembre 1973 | Angers        |  |  |  |  |
| Premier maire d'après-guerre, cet industriel spécialisé dans les matériels de travaux publics (brouettes motorisées et chariots tout-terrain) est élu conseiller général de Pontchâteau au cours de son deuxième mandat. Au sein de l'assemblée départementale, il est aussi vice-président (à partir de 1964). Réélu en mai 1953, mars 1959 et mars 1965, il est candidat aux élections sénatoriales de septembre 1965 à la tête de la « Liste d'union pour l'expansion départementale et la défense des libertés locales et individuelles et la promotion sociale » et devient sénateur de la Loire-Atlantique, siégeant dans le groupe des Républicains et indépendants. La même année, il accède à la présidence du comité d'expansion économique de la Loire-Atlantique. Il meurt fin 1973 à Angers à l'issue d'une réunion. Au Sénat, il est remplacé par son suppléant Henri Fournis et à la mairie par son adjoint Yves Mesnier. |                  |               |                  |               |  |  |  |  |
| Joseph de Marcé | 6 mars 1881      | Guérande      | 4 mars 1951      | Pontchâteau   |  |  |  |  |
| Docteur en droit, exploitant agricole et propriétaire du château de Casso, Joseph de Marcé, comte des Louppes, occupe le poste de premier édile à partir de 1911. Élu conseiller général conservateur en 1930, il le demeure pendant dix ans. Réélu à cinq reprises, il conserve son siège de maire sous le régime de Vichy et reste en poste jusqu'à la fin du second conflit mondial. Époux d'Anne-Marie de Lattre de Tassigny (1887-1967), il est le beau-frère de Jean de Lattre de Tassigny, maréchal de France. |                  |               |                  |               |  |  |  |  |
| Anatole Sarzaud | 5 janvier 1861   | Pontchâteau   | 5 avril 1912     | Pontchâteau   |  |  |  |  |
| Sellier bourrelier, il est maire de la commune de 1908 à 1911. |                  |               |                  |               |  |  |  |  |

## Conseil municipal actuel
Les 33 sièges composant le conseil municipal ont été pourvus le 15 mars 2020 lors du premier tour de scrutin. Actuellement, il est réparti comme suit : 

## Résultats des élections municipales

### Élection municipale de 2020
À cause de la pandémie de Covid-19, les conseils municipaux d'installation (dans les communes pourvues au premier tour) n'ont pu avoir lieu dans les délais habituels. Un décret publié au JORF du 15 mai 2020 en a ainsi fixé la tenue entre les 23 et 28 mai. À Pontchâteau, il a eu lieu le 26 mai 2020.
|                              |                   |             |              |              |        |        |  |  |  |
| Tête de liste                | Tête de liste     | Liste       | Premier tour | Premier tour | Sièges | Sièges |  |  |  |
| Tête de liste                | Tête de liste     | Liste       | Voix         | %            | CM     | CC     |  |  |  |
|                              | Danielle Cornet * | DVG         | 1 558        | 100,00       | 33     | 11     |  |  |  |
| Pontchâteau avec vous        |                   |             | 1 558        | 100,00       | 33     | 11     |  |  |  |
|                              |                   |             |              |              |        |        |  |  |  |
| Inscrits                     | Inscrits          | Inscrits    | 7 840        | 100,00       |        |        |  |  |  |
| Abstentions                  | Abstentions       | Abstentions | 5 919        | 75,50        |        |        |  |  |  |
| Votants                      | Votants           | Votants     | 1 921        | 24,50        |        |        |  |  |  |
| Blancs                       | Blancs            | Blancs      | 188          | 9,79         |        |        |  |  |  |
| Nuls                         | Nuls              | Nuls        | 175          | 9,11         |        |        |  |  |  |
| Exprimés                     | Exprimés          | Exprimés    | 1 558        | 81,10        |        |        |  |  |  |
| * Liste de la maire sortante |                   |             |              |              |        |        |  |  |  |

### Élection municipale de 2014
|                                   |                      |                |              |              |             |             |         |         |  |
| Tête de liste                     | Tête de liste        | Liste          | Premier tour | Premier tour | Second tour | Second tour | Sièges  | Sièges  |  |
| Tête de liste                     | Tête de liste        | Liste          | Voix         | %            | Voix        | %           | CM      | CC      |  |
|                                   | Bernard Clouet *     | DVD            | 1 999        | 44,44        | 2 154       | 46,33       | 6       | 2       |  |
| Vivre Pont-Château                |                      |                | 1 999        | 44,44        | 2 154       | 46,33       | 6       | 2       |  |
|                                   | Danielle Cornet      | DVG            | 1 632        | 36,28        | 2 495       | 53,66       | 23      | 7       |  |
| Pontchâteau avec vous             |                      |                | 1 632        | 36,28        | 2 495       | 53,66       | 23      | 7       |  |
|                                   | Myriam Mahé-Chartier | MoDem          | 867          | 19,27        | Retrait     | Retrait     | Retrait | Retrait |  |
| Pont-Château Valeurs et proximité |                      |                | 867          | 19,27        | Retrait     | Retrait     | Retrait | Retrait |  |
|                                   |                      |                |              |              |             |             |         |         |  |
| Inscrits                          | Inscrits             | Inscrits       | 7 323        | 100,00       | 7 323       | 100,00      |         |         |  |
| Abstentions                       | Abstentions          | Abstentions    | 2 634        | 35,97        | 2 523       | 34,45       |         |         |  |
| Votants                           | Votants              | Votants        | 4 689        | 64,03        | 4 800       | 65,55       |         |         |  |
| Blancs et nuls                    | Blancs et nuls       | Blancs et nuls | 191          | 4,07         | 151         | 3,15        |         |         |  |
| Exprimés                          | Exprimés             | Exprimés       | 4 498        | 95,93        | 4 649       | 96,85       |         |         |  |
| * Liste du maire sortant          |                      |                |              |              |             |             |         |         |  |

### Élection municipale de 2008
|                                     |                  |                |              |              |             |             |        |        |  |
| Tête de liste                       | Tête de liste    | Liste          | Premier tour | Premier tour | Second tour | Second tour | Sièges | Sièges |  |
| Tête de liste                       | Tête de liste    | Liste          | Voix         | %            | Voix        | %           | CM     |        |  |
|                                     | Bernard Clouet * | DVD            | 1 970        | 44,20        | 1 997       | 45,55       | 22     |        |  |
| Avenir et dialogue                  |                  |                | 1 970        | 44,20        | 1 997       | 45,55       | 22     |        |  |
|                                     | Georges Sourget  | DVD            | 1 451        | 32,56        | 1 549       | 35,33       | 5      |        |  |
| Pont-Château dynamique et solidaire |                  |                | 1 451        | 32,56        | 1 549       | 35,33       | 5      |        |  |
|                                     | Gabriel Chauviré | DVG            | 1 036        | 23,24        | 838         | 19,11       | 2      |        |  |
| Pont-Château Autrement              |                  |                | 1 036        | 23,24        | 838         | 19,11       | 2      |        |  |
|                                     |                  |                |              |              |             |             |        |        |  |
| Inscrits                            | Inscrits         | Inscrits       | 6 727        | 100,00       | 6 727       | 100,00      |        |        |  |
| Abstentions                         | Abstentions      | Abstentions    | 2 149        | 31,95        | 2 261       | 33,61       |        |        |  |
| Votants                             | Votants          | Votants        | 4 578        | 68,05        | 4 466       | 66,39       |        |        |  |
| Blancs ou nuls                      | Blancs ou nuls   | Blancs ou nuls | 121          | 2,64         | 82          | 1,84        |        |        |  |
| Exprimés                            | Exprimés         | Exprimés       | 4 457        | 97,36        | 4 384       | 98,16       |        |        |  |
| * Liste du maire sortant            |                  |                |              |              |             |             |        |        |  |